# Queso Ibores

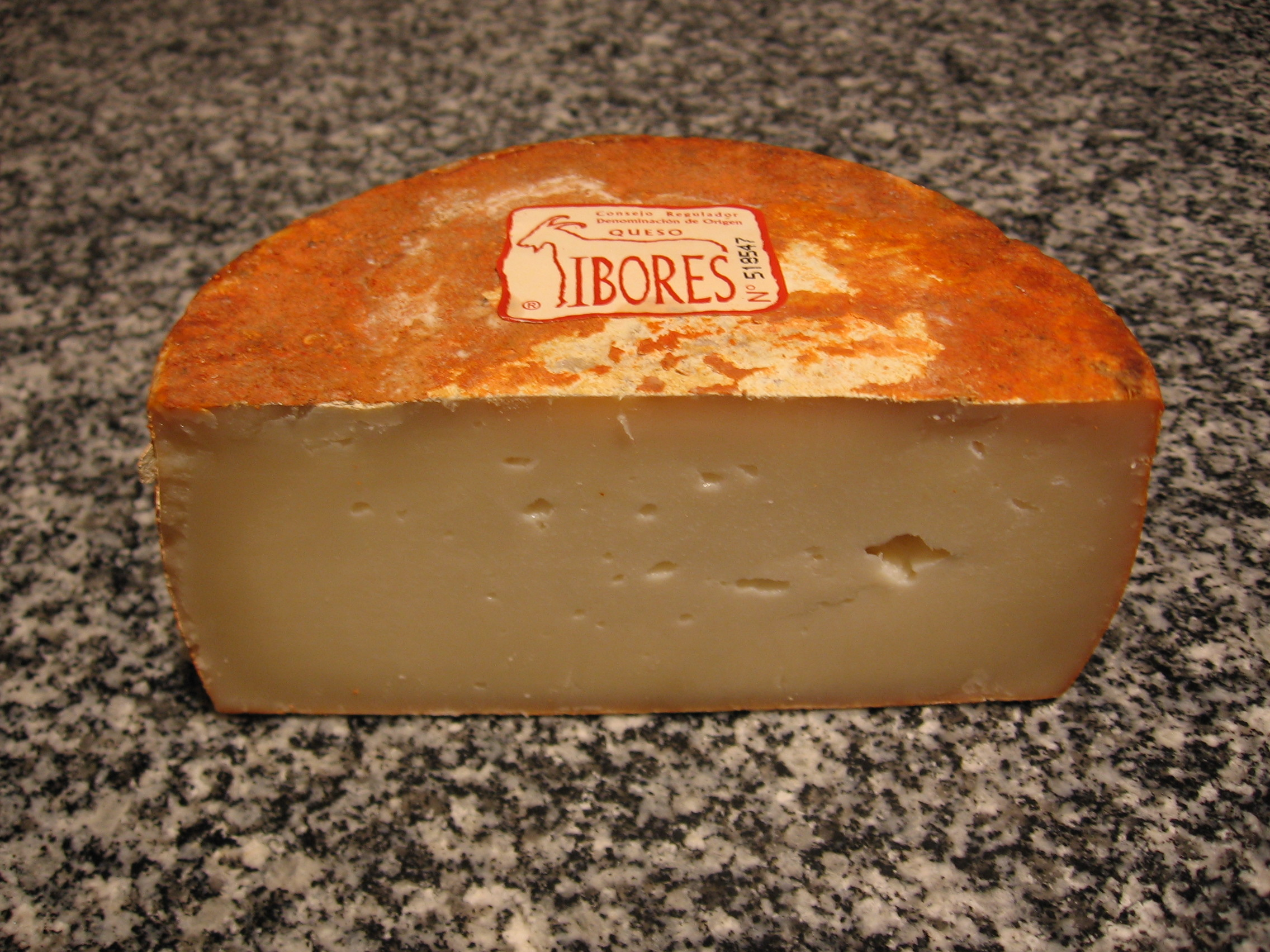
Interior del queso de los Ibores.

El queso Ibores es una La denominación de origen protegida española de las zonas de Villuercas, Ibores, La Jara y Trujillo para mantener y proteger un producto elaborado tradicionalmente. 
Por otra parte, la actividad ganadera y quesera constituye una de las principales fuentes de recursos económicos de la población. Tanto las ganaderías como las queserías son explotaciones familiares, de pequeña dimensión, y se pretende aunar esfuerzos para poder llevar a cabo una labor de control de calidad y de promoción conjunta que sería muy difícil realizar de manera individual.
La motivación es la de proteger y defender un tipo de queso con unas características peculiares. Se trata de un queso elaborado a partir de leche cruda de cabra de razas autóctonas, con unas cualidades organolépticas diferenciadas de otros tipos de queso y con una marcada tradición histórica.	
El queso Ibores ve reconocido su prestigio en abril de 1994, fecha en que la Consejería de Agricultura, Comercio e Industrias Agrarias de la Junta de Extremadura le concedió provisionalmente la denominación de origen, y en abril de 1997, que por la misma Consejería le fue ratificado su Reglamento.
En el año 2004 se concede la protección nacional por el M.A.P.A. y  finalmente en febrero de 2005 el Queso Ibores obtiene el reconocimiento y la protección de la Unión Europea. (Reglamento (CE) n° 205/2005 [Diario Oficial L 33 de 5.02.2005]

## Historia
El queso es un producto cuyos orígenes, tanto en su elaboración como en su comercialización, son ancestrales. El queso Ibores, tal y como lo conocemos hoy, se produce en la zona de ámbito de esta denominación de origen protegida desde tiempos remotos. No obstante, hay constancia de su comercialización los jueves de cada semana en Trujillo, desde el 14 de julio de 1465, fecha en la que le fue concedido a esta ciudad por Enrique IV de Castilla, el privilegio de celebrar un mercado franco, exento de alcabalas sobre hortalizas, cereales, ganados y sus derivados (carne, queso, leche, etc.). En la localidad todavía se conserva el nombre de una de sus calles como "calle de los Cabreros", por la que solían transitar ganaderos y ganado, como paso obligado para acudir al mercado semanal.
Antaño las transacciones de Queso Ibores se realizaban "por temporada". El ganadero, a la vez que quesero, se comprometía a entregar al "afinador", (persona que se dedicaba a almacenar y madurar los quesos para su venta posterior) todo el queso obtenido durante la temporada de producción, y éste quedaba obligado durante dicho periodo a la adquisición de todo el producto a los precios del mercado. Los tratos se cerraban y formalizaban verbalmente, como única garantía de compromiso por ambas partes.
Por otra parte, en la localidad de Jaraicejo se solicita en febrero de 1940 la celebración de un mercado semanal que es concedido en enero de 1945. Mercado al que podían concurrir cuantos artículos y productos fuesen susceptibles de peso y medida. Con el tiempo el mercado quedó reducido a la compra-venta de quesos de cabra, concurriendo cada semana desde enero a julio, los productores de los pueblos más cercanos.
En la actualidad y debido fundamentalmente a la importancia de los sectores lecheros y queseros en la zona de Extremadura, se comienza a celebrar en Trujillo en 1986, con carácter anual, la Feria Nacional del Queso, a la que concurren los mejores productos queseros de todo el país, e incluso extranjeros.
Dicha Feria se ha ido consolidando con el paso de los años en la más importante del sector a nivel nacional, y prueba fehaciente de ello es la celebración a finales de abril y comienzos de mayo de 2001 de su XVI edición. En su certamen el queso Ibores siempre se ha destacado como un producto fundamental y genuino de esta tierra, como así lo atestiguan los premios y galardones recibidos.

## Características
El queso Ibores es un queso graso, elaborado exclusivamente con leche cruda de cabra Serrana, Verata, Retinta y sus cruces. La leche será el producto natural íntegro obtenido del ordeño de cabras sanas, de las ganaderías inscritas en el Registro de Ganaderías de la denominación de origen protegida. El queso Ibores al término de su maduración presenta las siguientes características:
- Físicas: De forma cilíndrica, con caras sensiblemente planas y superficie perimetral plano-convexa, su altura oscila entre 5 y 9 centímetros, con un diámetro de 11 a 15 centímetros y con un peso entre 650 y 1200 gramos. Su corteza es lisa y semidura, cuyo color natural es amarillo céreo a ocre oscuro, siendo tradicional la presentación pimentonada, así como untados en aceite, pudiendo presentar diversas coloraciones producto de los diversos mohos, desde el grisáceo en corteza natural, al rojo anaranjado en los pimentonados, hasta ocres amarillos en los quesos untados en aceite. La pasta es de color blanco marfil, semidura, de textura mantecosa, y húmeda, entre friable y elástica, presentando ojos pequeños poco abundantes y desigualmente repartidos.
- Químicas: Grasa mínima del 45% sobre extracto seco. Extracto seco mínimo del 50%. Ph: de 5,0 a 5,5. Proteína total sobre extracto seco 30%. CINa: 4% como máximo.
- Organolépticas: Aroma de suave a moderado, a queso de cabra elaborado con leche cruda. Sabor franco característico, ligeramente ácido, moderadamente picante, algo salado, suavemente caprino en el retrogusto, y muy agradable al paladar.

## Método de obtención
Leche cruda, con las mejores condiciones higiénicas y sanitarias, procedente de cabras Serranas, Verata, Retinta y sus cruces. La coagulación de la leche se provocará con cuajo natural u otras enzimas coagulantes autorizadas. El proceso de cuajada se realizará a una temperatura de entre 28 y 32 °C, en un tiempo de 60 a 90 minutos. Esta cuajada se someterá a cortes sucesivos hasta conseguir granos de 5 a 10 mm. Para el moldeado se introducirá la cuajada en moldes cilíndricos autorizados, y una vez realizado, se someterá a un prensado mediante los equipos adecuados durante 3 a 8 horas, a presiones de 1-2 kg/cm². La salazón puede ser seca o húmeda, utilizándose exclusivamente cloruro sódico. En caso de salazón húmeda el tiempo máximo de permanencia será de 24 horas, en una solución salina de concentración máxima de 20 Bé. El Queso Ibores necesita un periodo mínimo de maduración de 60 días. Podrán tener la consideración de quesos "Artesanos" los elaborados por los productores con leche procedentes de sus propios rebaños y con un periodo de maduración mínimo de 100 días.

## Zona de producción
La zona de producción apta para la elaboración del Queso Ibores abarca los municipios comprendidos en las comarcas naturales de Los Ibores, Villuercas, La Jara, y Trujillo en el sureste de la provincia de Cáceres y son los siguientes:
Aldeacentenera, Deleitosa, Navalvillar de Ibor, Aldea del Obispo, Fresnedoso de Ibor, Navezuelas, Alía, Garciaz, Peraleda de San Román, Berzocana, Garvín, Robledollano, Bohonal de Ibor, Guadalupe, Romangordo, Cabañas del Castillo, Herguijuela, Torrecillas de la Tiesa, Campillo de Deleitosa, Higuera, Trujillo, Cañamero, Jaraicejo, Valdecañas de Tajo, Carrascalejo, Logrosán, Valdelacasa de Tajo, Casas de Miravete, Madroñera, Villar del Pedroso, Castañar de Ibor, Mesas de Ibor, Zorita y Conquista de la Sierra.

## Razas caprinas de la denominación de origen protegida queso Ibores
Las cabras Retintas, Serranas y Veratas y sus cruces, caracterizadas por unas cualidades particulares como son su gran rusticidad y capacidad de adaptación a condiciones extremas del clima y del terreno, han constituido tradicionalmente los tipos de raza que se explotan en la zona de producción del queso Ibores. Esto es debido a que otros tipos de razas no son capaces de alcanzar este nivel de adaptación en régimen de pastoreo extensivo o semiextensivo, dadas las condiciones orográficas de estas comarcas naturales:
La raza caprina Retinta debe su nombre al color de su capa. Su cornamenta está muy desarrollada y con forma prisca. Con un peso en vivo de las hembras adultas en torno a 45 kg, tienen unas cualidades particulares que le confieren una gran resistencia y adaptabilidad a condiciones extremas. Como datos, podemos decir, que tiene unas lactaciones completas de 200-300 días que producen unos 250 litros de leche. En condiciones de semiestabulación puede llegar a los 350-400 litros. En la actualidad esta raza está en peligro de extinción, el número de cabezas en Extremadura no supera las 624, de las cuales 401 están en la provincia de Cáceres.
La raza caprina Serrana también llamada de las mesetas, es de capa blanca, negra y mixta. Su cornamenta es de tipo lira. Con un peso medio de 50 kg tiene una lactaciones medias de 180-200 días, obteniéndose una producción media de 200-300 litros de leche. Es una raza de aptitud mixta con una gran rusticidad, lo que la hace adecuada a las tradicionales formas de explotación que tiene lugar en la zona de producción y elaboración del Queso Ibores. A esta raza pertenece el mayor número de animales de los que se obtiene la leche que da origen al "Queso Ibores". En Extremadura, el número de cabezas asciende a 210.000, de las cuales más del 53% se localiza en la provincia de Cáceres.
La raza caprina Verata debe su nombre a la región cacereña de la Vera, también se la denomina "cabra castellana", "cabra de los Montes de Toledo", "cabra oscura o común". El pelo es corto y brillante en las hembras y de longitud media en los machos, las tres coloraciones esenciales son negro, cárdeno, y castaño, los cuernos, desarrollados con nacimiento vertical particularmente en los machos, de base ancha, adquieren forma espiral afuera y arriba. El cuello es largo y fino en las hembras, musculado y potente en los machos, el tronco bien desarrollado, espalda amplia, gruta corta y recta en el macho, más amplia y ligeramente caída en las hembras. Las mamas de tipo cónico y pezones de tamaño medio, dirigidos hacia delante. Las extremidades de línea estilizada son musculadas y fuertes, sus pezuñas de tamaño medio y bien constituidas de color negro.
Geográficamente el área de explotación limita al norte en la parte más occidental del sistema central, y al sur por los Montes de Toledo, en la confluencia de las regiones agrarias del Duero, Centro y Extremadura, en una amplia zona que se extiende fundamentalmente por las provincias de Cáceres, Toledo y Ávila.
En cuanto a la reproducción, el índice de fertilidad es elevado, generalmente se produce un parto por cabra y año aunque puede ser de dos cada tres años y la paridera tiene lugar normalmente en dos épocas del año, en los meses de octubre-noviembre y en marzo-abril .
La raza Verata produce cabritos que se venden con un peso en vivo de 7-8 kg al destete entre 30-35 días de vida, así como el denominado tipo pascual que con un peso de 20-28 kg y la edad del animal es de unos 4 meses.
La producción de leche varía de unos ganados a otros según el sistema de explotación y sobre todo las características de los pastos ya que se trata de una raza ligada al sistema de pastoreo extensivo, antaño se hacían dos ordeños diarios, de mañana y de tarde, actualmente es de un ordeño diario, la leche va destinada más frecuentemente a las industrias o centrales lecheras para su transformación en quesos.